# Jeon Yeo-been
Jeon Yeo-been (kor. 전여빈; ur. jako Jeon Bo-young 26 lipca 1989 w Gangneung) – południowokoreańska aktorka. Zyskała zdobyła rozgłos dzięki swojej roli w niezależnym filmie After My Death (2018), za którą otrzymała nagrodę Aktorki Roku na 22. Festiwalu Filmowym w Busan oraz Nagrodę Independent Star na Seoul Independent Film Festival w 2017 roku. Kariera Jeon nabrała tempa po zagraniu w serialu telewizyjnym Vincenzo (2021) i kryminalnym filmie akcji Night in Paradise (2021).

## Wczesne lata i edukacja
Jeon początkowo marzyła o zostaniu lekarzem podczas swoich szkolnych lat. Jednak po tym, jak nie udało jej się dostać na wymarzoną uczelnię, odkryła w sobie pasję do filmu. Podczas oglądania filmu Stowarzyszenie Umarłych Poetów, który wzruszył ją do łez, podjęła decyzję o podążaniu za karierą w świecie filmu.
Podczas studiów na kierunku Broadcast Entertainment na Dongduk Women's University, Jeon pracowała jako członek personelu przy produkcjach musicalowych i teatralnych. W 2009 roku, w wieku 21 lat, postanowiła rozpocząć karierę aktorską i wzięła udział w swoim szkolnym musicalu zatytułowanym „Lunatic”. W tej produkcji wcieliła się w rolę babci cierpiącej na demencję, co uważa za swoje debiutanckie dzieło aktorskie, mające dla niej ogromne znaczenie.

## Kariera
Rozpoczęła profesjonalną karierę aktorską pięć lat później, kiedy aktorka i reżyserka Moon So-ri zobaczyła ją w zwiastunie Seoul International Women's Film Festival i skontaktowała się z nią, aby zagrała w filmie krótkometrażowym The Best Director.
Od tego czasu pojawia się w filmach niezależnych i krótkometrażowych, a także w reklamach i teledyskach muzycznych dla takich artystów jak Yoon Jong-shin, Lee Seung-hwan i Zico.
W 2015 roku Jeon zadebiutowała w filmie historycznym The Treacherous. W 2017 roku wcieliła się w postać dziennikarki prowadzącej śledztwo w zakonspirowanej sekcie religijnej w thrillerze telewizyjnym Save Me. Jej kariera nabrała rozpędu po występie w filmie After My Death (2018), za który otrzymała liczne wyróżnienia, w tym nagrodę dla Najlepszej Nowej Aktorki na 56. Gali Nagród Grand Bell, nagrodę Aktorki Roku na 22. Festiwalu Filmowym w Busan oraz nagrodę Independent Star na Seoul Independent Film Festival w 2017 roku.
2 lipca 2018 roku ogłoszono, że Jeon podpisała kontrakt z agencją J.Wide-Company.
Reżyser Kim Hee-won i scenarzysta Park Jae-bum połączyli siły w maju 2020 roku, aby stworzyć serial telewizyjny Vincenzo, w którym Jeonowi zaproponowano główną rolę u boku Song Joong-ki. W sierpniu 2020 roku Jeon oficjalnie potwierdziła swoje wystąpienie w serialu, ponownie współpracując z Ok Taec-yeonem, z którym wcześniej pracowała nad Save Me (2017). Pierwsze czytanie scenariusza Vincenzo odbyło się 5 stycznia 2021 roku.
We wrześniu 2020 roku zagrała rolę Jae-yeon w filmie Parka Hoon-junga Night in Paradise. Film opowiada historię postaci Tae-goo (w tej roli Uhm Tae-goo), który szuka zemsty po brutalnym morderstwie swojej siostry i siostrzenicy. Podczas swojego pobytu na wyspie Jeju spotyka Jae-yeon, nieuleczalnie chorej kobiety, którą gra Jeon. Jednak kłopoty Tae-goo jeszcze się nie skończyły, ponieważ Dyrektor Ma z gangu Bukseong, w którego rolę wcielił się Cha Seung-won, bezwzględnie ściga go w celu zemsty.
15 marca 2021 roku dostała rolę w serialu Netflix pt. Glitch. Wcieliła się w postać kobiety poszukującej swojego zaginionego chłopaka. 12 lipca 2021 roku, po wygaśnięciu kontraktu z J.Wide Company, podpisała kontrakt z agencją Management MMM.

## Filmografia

### Filmy krótkometrażowe
| Rok  | Tytuł                                        | Tytuł                       | Rola             |
| Rok  | Angielski                                    | Koreański                   | Rola             |
| ---- | -------------------------------------------- | --------------------------- | ---------------- |
| 2015 | The sea I hoped for                          | 바라던 바다                 | Jong Soon        |
| 2015 | Yours                                        |                             | Yeo-been         |
| 2015 | MAHNG                                        | 망                          | Yeo-been         |
| 2015 | Ungnyeo                                      | 웅녀                        | Ung-nyeo         |
| 2016 | We Made It                                   | 예술의 목적                 | Nu-ri            |
| 2016 | Distance to Her                              | 그날의 거리                 | Yeo-been         |
| 2016 | My Sister Died                               | 언니가 죽었다               | Woo-joo          |
| 2017 | The Running ActressAct 3 – The Best Director | 여배우는 오늘도 최고의 감독 | Lee Seo-yeong    |
| 2017 | Ride Together                                | 동승                        | Mysterious woman |

### Filmy fabularne
| Rok  | Tytuł                    | Tytuł               | Rola                       | Uwagi        |
| Rok  | Angielski                | Koreański           | Rola                       | Uwagi        |
| ---- | ------------------------ | ------------------- | -------------------------- | ------------ |
| 2015 | The Treacherous          | 간신                | Woman with queen's fate    | mała rola    |
| 2016 | Age of Shadows           | 밀정                | Gisaeng 4                  | mała rola    |
| 2016 | Beaten Black and Blue    | 우리 손자 베스트    | Tiffany                    |              |
| 2017 | Write or Dance           | 여자들              | Yeo Been                   |              |
| 2017 | Merry Christmas Mr. Mo   | 메리크리스마스      | Ja-yeong                   |              |
| 2018 | Illang: The Wolf Brigade | 인랑                | Modelka reklamy kosmetyków | cameo        |
| 2018 | After My Death           | 죄 많은 소녀        | Young-hee                  |              |
| 2019 | Forbidden Dream          | 천문: 하늘에 묻는다 | Sa-im                      |              |
| 2020 | Secret Zoo               | 해치지않아          | Kim Hae-kyung              |              |
| 2020 | Night in Paradise        | 낙원의 밤           | Jae-yeon                   | Netflix film |
| 2022 | Alienoid                 | 외계+인 1부         | Hong Eon-nyeon             | cameo        |
| 2023 | Cobweb                   | 거미집              | Shin Mi-do                 |              |
|      | Harbin                   | 하얼빈              | Gong Boo-in                |              |

### Seriale
| Rok  | Tytuł                         | Tytuł                    | Rola                      | Stacja telewizyjna         | Uwagi              |
| Rok  | Angielski                     | Koreański                | Rola                      | Stacja telewizyjna         | Uwagi              |
| ---- | ----------------------------- | ------------------------ | ------------------------- | -------------------------- | ------------------ |
| 2017 | Save Me                       | 구해줘                   | Hong So-rin               | OCN                        |                    |
| 2017 | Private but Good Day Season 2 | 사사롭지만 좋은 날 시즌2 | Jo-hee                    | Naver TV Web Drama (ep. 3) | Web Drama (odc. 3) |
| 2018 | Live                          | 라이브                   | Yeong-jae                 | tvN                        | cameo (odc. 1)     |
| 2019 | Be Melodramatic               | 멜로가 체질              | Lee Eun-jung              | JTBC                       |                    |
| 2021 | Vincenzo                      | 빈센조                   | Hong Cha-young            | tvN                        |                    |
| 2022 | Glitch                        | 글리치                   | Hong Ji-hyo               | Netflix                    |                    |
| 2023 | Wezwał cię czas               | 너의 시간 속으로         | Han Jun-hee / Kwon Min-ju | Netflix                    |                    |